# Calymperes woodii
Calymperes woodii là một loài rêu trong họ Calymperaceae. Loài này được L.T. Ellis mô tả khoa học đầu tiên năm 1997.